# Pityophthorus
Pityophthorus är ett släkte av skalbaggar som beskrevs av Eichhoff 1864. Pityophthorus ingår i familjen vivlar.

## Bildgalleri

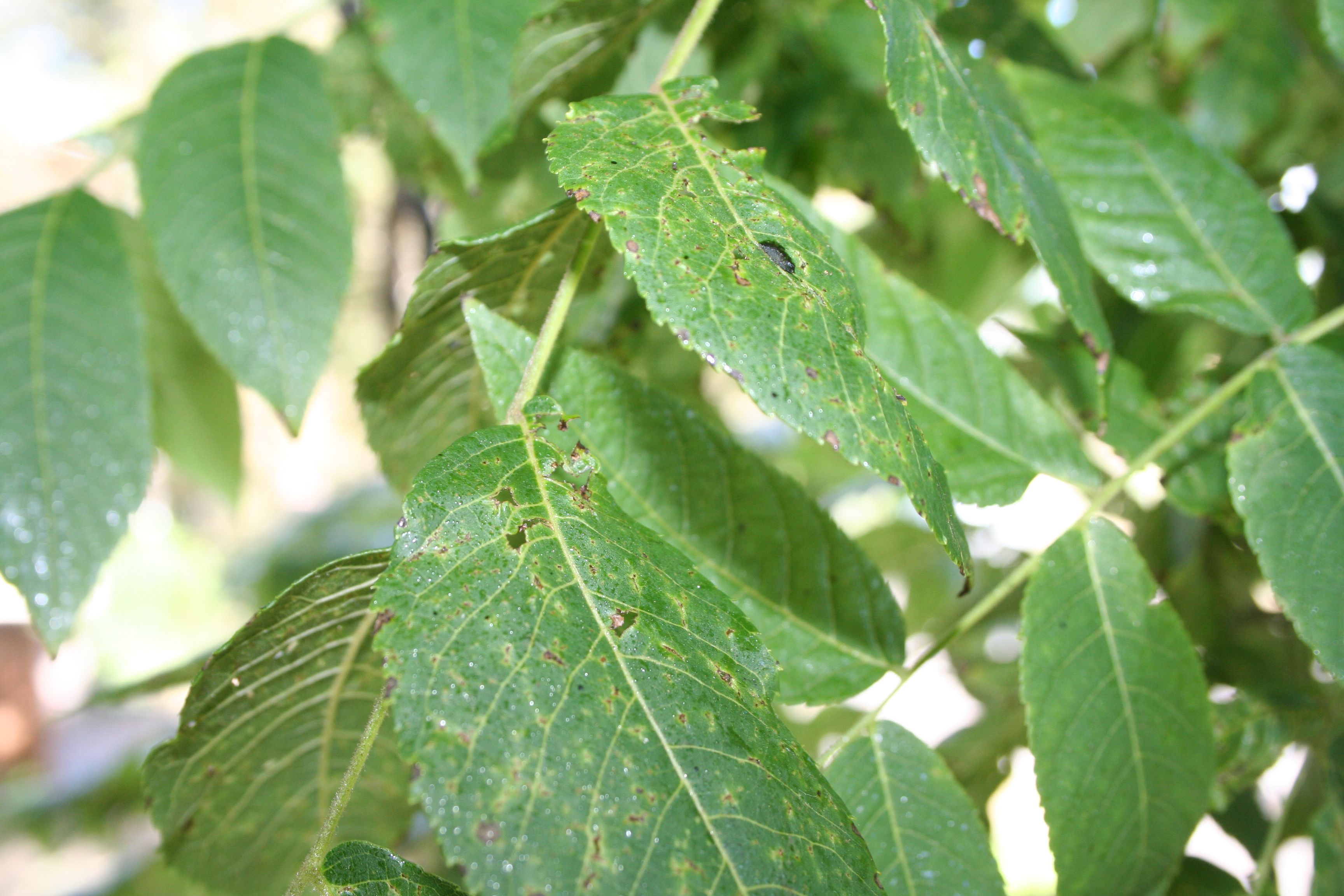
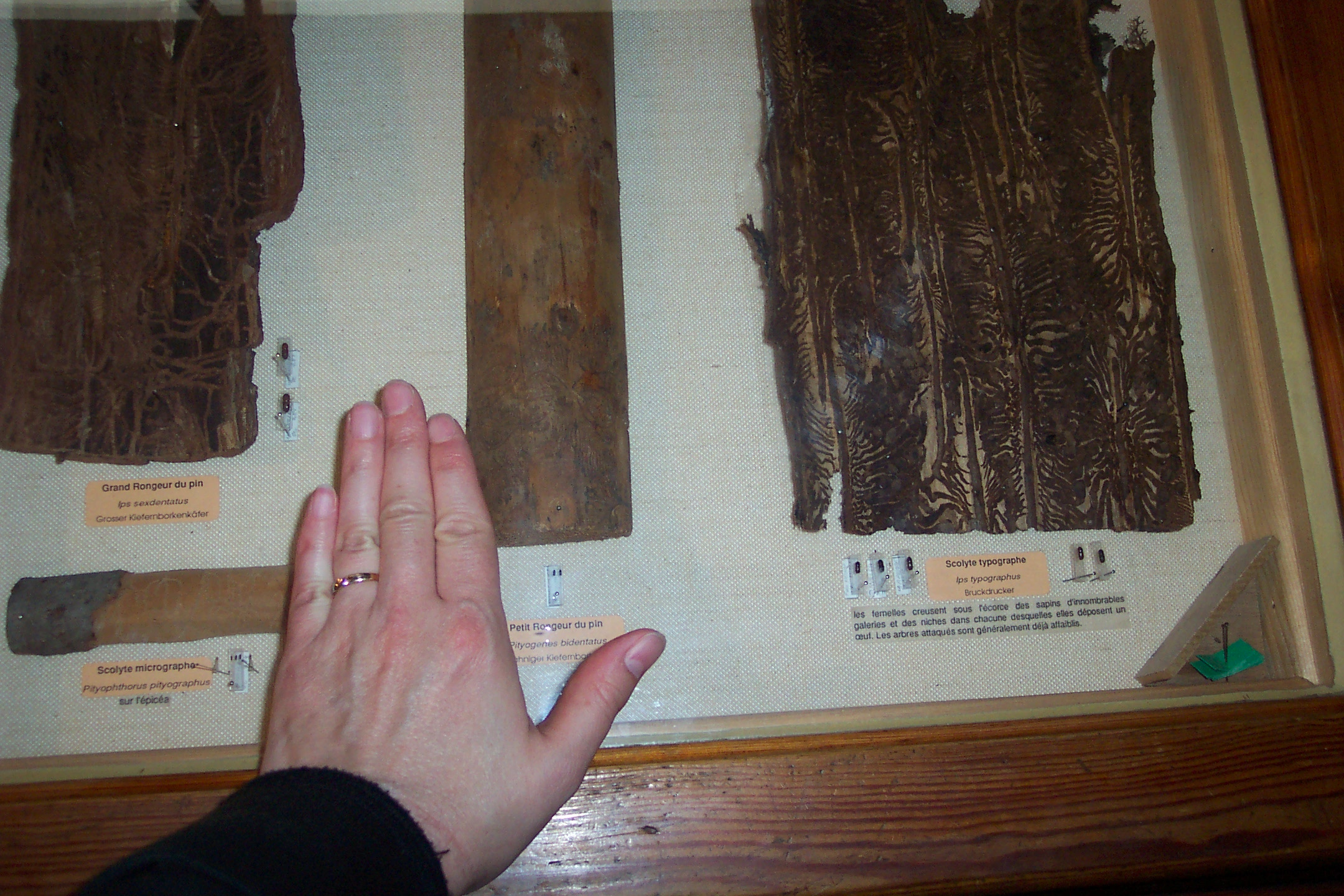
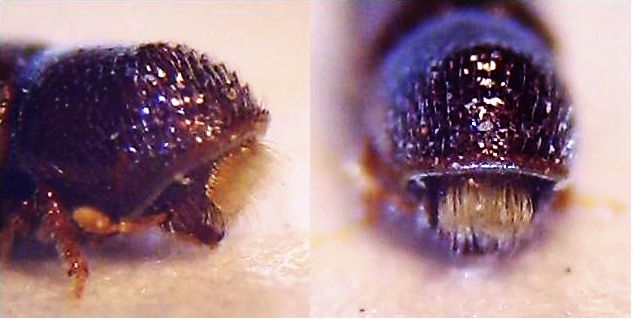
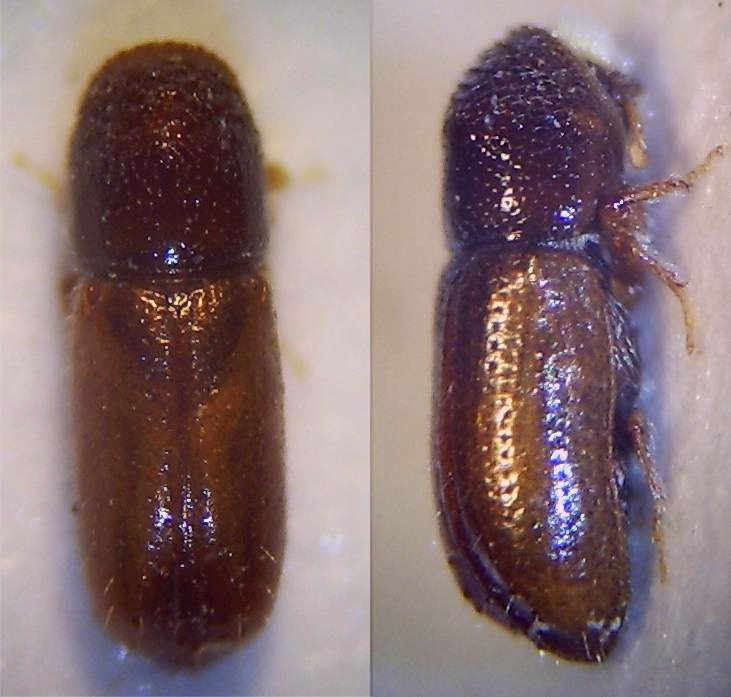

## Dottertaxa tillPityophthorus, i alfabetisk ordning[1][2]
- Pityophthorus abbreviatus
- Pityophthorus abiegnus
- Pityophthorus abietinus
- Pityophthorus abietis
- Pityophthorus ablusus
- Pityophthorus abnormalis
- Pityophthorus absonus
- Pityophthorus abstrusus
- Pityophthorus acceptus
- Pityophthorus acerini
- Pityophthorus aciculatus
- Pityophthorus acuminatus
- Pityophthorus acutus
- Pityophthorus africanulus
- Pityophthorus africanus
- Pityophthorus agnatus
- Pityophthorus albertensis
- Pityophthorus alienus
- Pityophthorus alni
- Pityophthorus alnicolens
- Pityophthorus alpinensis
- Pityophthorus alvarengai
- Pityophthorus amiculus
- Pityophthorus amoenus
- Pityophthorus amplus
- Pityophthorus anceps
- Pityophthorus angeri
- Pityophthorus angustus
- Pityophthorus annectens
- Pityophthorus anthracinus
- Pityophthorus anticus
- Pityophthorus antillicus
- Pityophthorus antiquarius
- Pityophthorus apachae
- Pityophthorus aphelofacies
- Pityophthorus apicenotatus
- Pityophthorus apicipennis
- Pityophthorus apiculatus
- Pityophthorus aplanatus
- Pityophthorus aquilonius
- Pityophthorus aquilus
- Pityophthorus arakii
- Pityophthorus arcanus
- Pityophthorus arceuthobii
- Pityophthorus argentinensis
- Pityophthorus argentiniae
- Pityophthorus aristatae
- Pityophthorus artifex
- Pityophthorus ascendens
- Pityophthorus ashanti
- Pityophthorus assitus
- Pityophthorus aterrimus
- Pityophthorus atkinsoni
- Pityophthorus atomus
- Pityophthorus atratulus
- Pityophthorus attenuatus
- Pityophthorus auctor
- Pityophthorus aurulentus
- Pityophthorus australis
- Pityophthorus aztecus
- Pityophthorus balcanicus
- Pityophthorus balsameus
- Pityophthorus barberi
- Pityophthorus barbifer
- Pityophthorus bassetti
- Pityophthorus bellus
- Pityophthorus bibractensis
- Pityophthorus biovalis
- Pityophthorus bisulcatus
- Pityophthorus blackmani
- Pityophthorus blandulus
- Pityophthorus blandus
- Pityophthorus bolivianus
- Pityophthorus borrichiae
- Pityophthorus boycei
- Pityophthorus brasiliensis
- Pityophthorus bravoi
- Pityophthorus brevicomatus
- Pityophthorus brevis
- Pityophthorus brevisetosus
- Pityophthorus brighti
- Pityophthorus briscoei
- Pityophthorus brucki
- Pityophthorus burkei
- Pityophthorus burserae
- Pityophthorus busseae
- Pityophthorus buyssoni
- Pityophthorus cacuminatus
- Pityophthorus caelator
- Pityophthorus californicus
- Pityophthorus camerunus
- Pityophthorus canadensis
- Pityophthorus carinatus
- Pityophthorus cariniceps
- Pityophthorus carinifrons
- Pityophthorus carinulatus
- Pityophthorus carmeli
- Pityophthorus carniolicus
- Pityophthorus cascoensis
- Pityophthorus catulus
- Pityophthorus cavatus
- Pityophthorus cedri
- Pityophthorus celatus
- Pityophthorus cephalonicae
- Pityophthorus chalcoensis
- Pityophthorus chiapensis
- Pityophthorus chilgoza
- Pityophthorus chir
- Pityophthorus ciliatus
- Pityophthorus cincinnatus
- Pityophthorus citus
- Pityophthorus clarus
- Pityophthorus clivus
- Pityophthorus cognatus
- Pityophthorus collaris
- Pityophthorus collinus
- Pityophthorus comosus
- Pityophthorus comptus
- Pityophthorus concavus
- Pityophthorus concentralis
- Pityophthorus concinnus
- Pityophthorus confertus
- Pityophthorus confinis
- Pityophthorus confractus
- Pityophthorus confusus
- Pityophthorus congonus
- Pityophthorus coniferae
- Pityophthorus coniperda
- Pityophthorus conscriptus
- Pityophthorus consimilis
- Pityophthorus conspectus
- Pityophthorus coronarius
- Pityophthorus corruptus
- Pityophthorus cortezi
- Pityophthorus corticalis
- Pityophthorus costabilis
- Pityophthorus costalimai
- Pityophthorus costatulus
- Pityophthorus costatus
- Pityophthorus costifera
- Pityophthorus cracentis
- Pityophthorus crassus
- Pityophthorus cribratus
- Pityophthorus cribripennis
- Pityophthorus crinalis
- Pityophthorus cristatus
- Pityophthorus crotonis
- Pityophthorus cubensis
- Pityophthorus culminicolae
- Pityophthorus curtulus
- Pityophthorus cuspidatus
- Pityophthorus cutleri
- Pityophthorus debilis
- Pityophthorus declivisetosus
- Pityophthorus degener
- Pityophthorus deleoni
- Pityophthorus deletus
- Pityophthorus delicatus
- Pityophthorus demissus
- Pityophthorus denticulatus
- Pityophthorus dentifrons
- Pityophthorus deodara
- Pityophthorus deprecator
- Pityophthorus depygis
- Pityophthorus desultorius
- Pityophthorus detectus
- Pityophthorus detentus
- Pityophthorus deyrollei
- Pityophthorus digestus
- Pityophthorus diglyphus
- Pityophthorus diligens
- Pityophthorus dimidiatus
- Pityophthorus diminutivus
- Pityophthorus dimorphus
- Pityophthorus discretus
- Pityophthorus dispar
- Pityophthorus dissolutus
- Pityophthorus diversus
- Pityophthorus djuguensis
- Pityophthorus dolus
- Pityophthorus dorsalis
- Pityophthorus durus
- Pityophthorus edulis
- Pityophthorus eggersi
- Pityophthorus eggersianus
- Pityophthorus elatinus
- Pityophthorus electus
- Pityophthorus elegans
- Pityophthorus elimatus
- Pityophthorus elongatulus
- Pityophthorus elongatus
- Pityophthorus epistomalis
- Pityophthorus equihuai
- Pityophthorus erraticus
- Pityophthorus espinosai
- Pityophthorus euterpes
- Pityophthorus excellens
- Pityophthorus exiguus
- Pityophthorus exilis
- Pityophthorus eximius
- Pityophthorus explicitus
- Pityophthorus exquisitus
- Pityophthorus exsculptus
- Pityophthorus exsectus
- Pityophthorus fallax
- Pityophthorus fennicus
- Pityophthorus festus
- Pityophthorus flavimaculatus
- Pityophthorus foratus
- Pityophthorus formosus
- Pityophthorus fortis
- Pityophthorus fossifrons
- Pityophthorus franseriae
- Pityophthorus frontalis
- Pityophthorus fulgens
- Pityophthorus furnissi
- Pityophthorus fuscus
- Pityophthorus galeritus
- Pityophthorus gentilis
- Pityophthorus germanus
- Pityophthorus ghanaensis
- Pityophthorus glaber
- Pityophthorus glabratulus
- Pityophthorus glabratus
- Pityophthorus glutae
- Pityophthorus gracilis
- Pityophthorus grandis
- Pityophthorus granulatus
- Pityophthorus granulicauda
- Pityophthorus granulipennis
- Pityophthorus guadeloupensis
- Pityophthorus guatemalensis
- Pityophthorus gunneri
- Pityophthorus hamamelidis
- Pityophthorus henscheli
- Pityophthorus hermosus
- Pityophthorus herrarai
- Pityophthorus hesperius
- Pityophthorus hidalgoensis
- Pityophthorus hintzi
- Pityophthorus hirticeps
- Pityophthorus hispaniolus
- Pityophthorus hopkinsi
- Pityophthorus hubbardi
- Pityophthorus hylocuroides
- Pityophthorus idoneus
- Pityophthorus ignotus
- Pityophthorus ikelaensis
- Pityophthorus immanis
- Pityophthorus impexus
- Pityophthorus inaequidens
- Pityophthorus inceptis
- Pityophthorus incommodus
- Pityophthorus incompositus
- Pityophthorus indefessus
- Pityophthorus indigens
- Pityophthorus indigus
- Pityophthorus ineditus
- Pityophthorus infans
- Pityophthorus infimus
- Pityophthorus infulatus
- Pityophthorus ingens
- Pityophthorus inhabilis
- Pityophthorus iniquus
- Pityophthorus inops
- Pityophthorus inquietus
- Pityophthorus insuetus
- Pityophthorus intentus
- Pityophthorus intextus
- Pityophthorus inyoensis
- Pityophthorus irregularis
- Pityophthorus irritans
- Pityophthorus islasi
- Pityophthorus ituriensis
- Pityophthorus jeffreyi
- Pityophthorus joveri
- Pityophthorus jucundus
- Pityophthorus juglandis
- Pityophthorus kenti
- Pityophthorus kenyae
- Pityophthorus kirgisicus
- Pityophthorus kivuensis
- Pityophthorus knoteki
- Pityophthorus kurentzovi
- Pityophthorus kuscheli
- Pityophthorus laetus
- Pityophthorus laevigatus
- Pityophthorus languidus
- Pityophthorus lapponicus
- Pityophthorus lateralis
- Pityophthorus laticeps
- Pityophthorus lautus
- Pityophthorus lecontei
- Pityophthorus leechi
- Pityophthorus leiophyllae
- Pityophthorus lenis
- Pityophthorus lepidus
- Pityophthorus levis
- Pityophthorus lichtensteini
- Pityophthorus lichtensteinii
- Pityophthorus limatus
- Pityophthorus liquidambarus
- Pityophthorus litos
- Pityophthorus longipilus
- Pityophthorus longulus
- Pityophthorus macrographus
- Pityophthorus madagascariensis
- Pityophthorus malleatus
- Pityophthorus mandibularis
- Pityophthorus maritimus
- Pityophthorus maroantsetrae
- Pityophthorus mauretanicus
- Pityophthorus medialis
- Pityophthorus megas
- Pityophthorus melanurus
- Pityophthorus mendosus
- Pityophthorus mesembria
- Pityophthorus mexicanus
- Pityophthorus micans
- Pityophthorus micrographus
- Pityophthorus micrograptinus
- Pityophthorus miniatus
- Pityophthorus minus
- Pityophthorus minutalis
- Pityophthorus minutus
- Pityophthorus modicus
- Pityophthorus molestus
- Pityophthorus mollis
- Pityophthorus monophyllae
- Pityophthorus montezumae
- Pityophthorus monticolae
- Pityophthorus montivagus
- Pityophthorus mormon
- Pityophthorus morosovi
- Pityophthorus morosus
- Pityophthorus mpossae
- Pityophthorus muluensis
- Pityophthorus mulungensis
- Pityophthorus mundus
- Pityophthorus murrayanae
- Pityophthorus nanus
- Pityophthorus natalis
- Pityophthorus navus
- Pityophthorus nebulosus
- Pityophthorus nemoralis
- Pityophthorus niger
- Pityophthorus nigricans
- Pityophthorus nitellus
- Pityophthorus nitidicollis
- Pityophthorus nitidus
- Pityophthorus nocturnus
- Pityophthorus novateutonicus
- Pityophthorus novellus
- Pityophthorus nudus
- Pityophthorus nugalis
- Pityophthorus obliquus
- Pityophthorus obsoletus
- Pityophthorus obtusipennis
- Pityophthorus obtusus
- Pityophthorus occidentalis
- Pityophthorus occlusus
- Pityophthorus olivierai
- Pityophthorus opaculus
- Pityophthorus opimus
- Pityophthorus orarius
- Pityophthorus ornatus
- Pityophthorus ostryacolens
- Pityophthorus pampasae
- Pityophthorus parfentievi
- Pityophthorus parilis
- Pityophthorus patchi
- Pityophthorus paulus
- Pityophthorus pecki
- Pityophthorus pellitus
- Pityophthorus pentaclethrae
- Pityophthorus peregrinus
- Pityophthorus perexiguus
- Pityophthorus perotei
- Pityophthorus philippinensis
- Pityophthorus piceae
- Pityophthorus piceus
- Pityophthorus pilifer
- Pityophthorus pinavorus
- Pityophthorus pindrow
- Pityophthorus pini
- Pityophthorus pinsapo
- Pityophthorus pityographus
- Pityophthorus politus
- Pityophthorus polonicus
- Pityophthorus ponderosae
- Pityophthorus poricollis
- Pityophthorus praealtus
- Pityophthorus pruinosus
- Pityophthorus pubescens
- Pityophthorus pubifrons
- Pityophthorus pudicus
- Pityophthorus pulchellus
- Pityophthorus punctatus
- Pityophthorus puncticollis
- Pityophthorus punctifrons
- Pityophthorus punctiger
- Pityophthorus pusillus
- Pityophthorus pusio
- Pityophthorus pygmaeolus
- Pityophthorus pygmaeus
- Pityophthorus quadrispinatus
- Pityophthorus quercinus
- Pityophthorus querciperda
- Pityophthorus ramiperda
- Pityophthorus ramulorum
- Pityophthorus regularis
- Pityophthorus repens
- Pityophthorus rhois
- Pityophthorus robai
- Pityophthorus robustus
- Pityophthorus roppae
- Pityophthorus rossicus
- Pityophthorus rubidus
- Pityophthorus rubripes
- Pityophthorus rudis
- Pityophthorus rugicollis
- Pityophthorus sachalinensis
- Pityophthorus sambuci
- Pityophthorus sampsoni
- Pityophthorus sapineus
- Pityophthorus scabridus
- Pityophthorus scalptor
- Pityophthorus scalptus
- Pityophthorus schrenkianae
- Pityophthorus schwarzi
- Pityophthorus schwerdtfegeri
- Pityophthorus scitulus
- Pityophthorus scriptor
- Pityophthorus segnis
- Pityophthorus seiryuensis
- Pityophthorus semiermis
- Pityophthorus senex
- Pityophthorus separatus
- Pityophthorus seriatus
- Pityophthorus serratus
- Pityophthorus setifer
- Pityophthorus setosus
- Pityophthorus sextuberculatus
- Pityophthorus shannoni
- Pityophthorus shepardi
- Pityophthorus sibiricus
- Pityophthorus sichotensis
- Pityophthorus sierrensis
- Pityophthorus signatifrons
- Pityophthorus similis
- Pityophthorus singularis
- Pityophthorus sinopae
- Pityophthorus siouxensis
- Pityophthorus smithi
- Pityophthorus sobrinus
- Pityophthorus socius
- Pityophthorus solatus
- Pityophthorus solers
- Pityophthorus solus
- Pityophthorus spadix
- Pityophthorus sparsepilosus
- Pityophthorus speciosus
- Pityophthorus speculum
- Pityophthorus strictus
- Pityophthorus subconcentralis
- Pityophthorus subcribratus
- Pityophthorus subimpressus
- Pityophthorus subopacus
- Pityophthorus subsimilans
- Pityophthorus subsimilis
- Pityophthorus subsulcatus
- Pityophthorus sulcatus
- Pityophthorus surinamensis
- Pityophthorus suspiciosus
- Pityophthorus suturalis
- Pityophthorus swainei
- Pityophthorus temporarius
- Pityophthorus tenax
- Pityophthorus tenuis
- Pityophthorus terebrans
- Pityophthorus thamnus
- Pityophthorus thatcheri
- Pityophthorus thomasi
- Pityophthorus timidulus
- Pityophthorus timidus
- Pityophthorus togonus
- Pityophthorus tomentosus
- Pityophthorus tonsus
- Pityophthorus toralis
- Pityophthorus torreyanae
- Pityophthorus torridus
- Pityophthorus tragardhi
- Pityophthorus treculiae
- Pityophthorus trepidus
- Pityophthorus trunculus
- Pityophthorus tuberculatus
- Pityophthorus tumidus
- Pityophthorus turbiculus
- Pityophthorus tutulus
- Pityophthorus varians
- Pityophthorus watsoni
- Pityophthorus vegrandis
- Pityophthorus venezuelensis
- Pityophthorus venustus
- Pityophthorus vesculus
- Pityophthorus vespertinus
- Pityophthorus viminalis
- Pityophthorus virilis
- Pityophthorus virtus
- Pityophthorus volvulus
- Pityophthorus woodi
- Pityophthorus vrydaghi
- Pityophthorus xylotrupes
- Pityophthorus zeteki
- Pityophthorus zexmenivora
- Pityophthorus zonalis